# متلازمة بيرنهايم

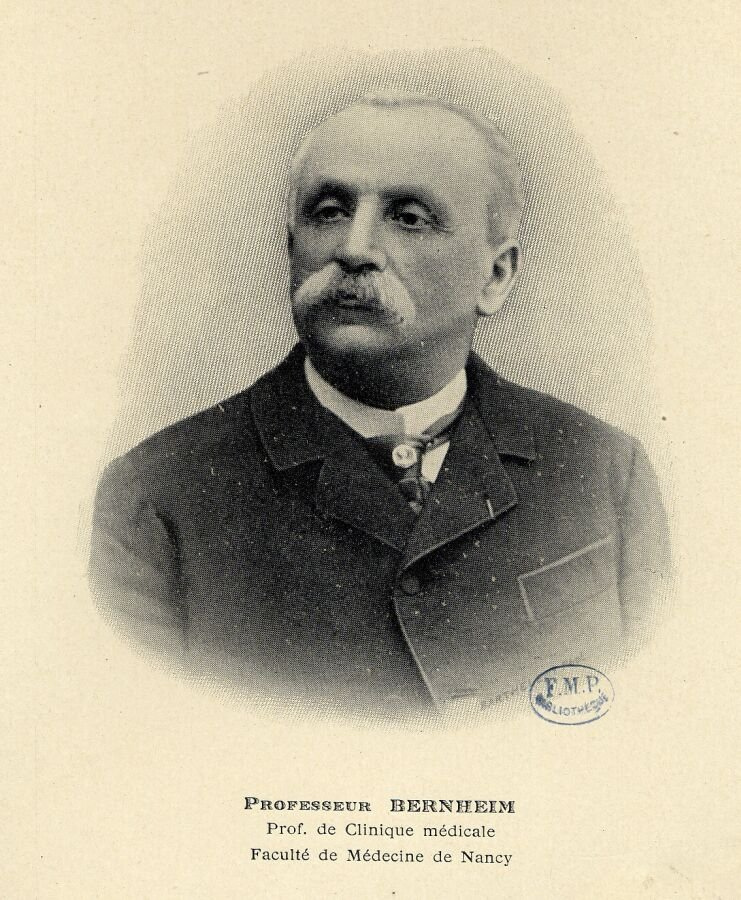
هيبوليت بيرنهايم (1840-1919)

متلازمة بيرنهايم هي اضطراب مفترض يحدث فيه انضغاط شديد للبطين الأيمن بسبب تبدل في جدار الحاجز البطيني للقلب ما يؤدي إلى قصور القلب. وُصفت لأول مرة من قبل هيبولايت بيرنهايم في عام 1910. يوجد تساؤل عما إذا كانت متلازمة برنهايم متلازمة متفردة بنفسها أو أنها أثر جانبي لحالات قلبية أخرى مثل قصور القلب البطيني الأيسر إذ يتضخم البطين الأيسر بشكل كبير ويجتاز مساحة البطين الأيمن.

## العلامات والأعراض
لا تعد علامات وأعراض متلازمة بيرنهايم محددة وعادةً ما تتبع تلك الخاصة بقصور القلب. ميز بيرنهايم متلازمة بيرنهايم عن العرض البدئي لقصور القلب النموذجي عبر تحفل الأوردة الناتج عن الاحتقان دون وجود دليل على احتقان رئوي. يشير ذلك إلى وجود انسداد وريدي لا يدخل الدورة الدموية الرئوية فهو متركز في الجانب الأيمن من القلب. تشمل الأعراض البدئية لمتلازمة بيرنهايم أعراض ارتفاع ضغط الدم وغطائط رئوية ووذمة وانتفاخ وريدي وعلامات ضعف التروية الدموية. يجب ألا يكون هناك أعراض لضيق النفس أو احتقان رئوي حتى يُثبت أنها مرحلة نهائية من متلازمة بيرنهايم.

## الأسباب
يُعتقد أن متلازمة بيرنهايم هي تبدل في الحاجز البطيني تجعله يضغط باتجاه البطين الأيمن دون أن يسبب احتقان رئوي. وُصفت المتلازمة لأول مرة من قبل هيبولايت بيرنهايم الذي قدم دراسة عن 10 مرضى يعانون من علامات وأعراض قصور قلب أيمن وأظهر تشريحهم بعد الوفاة أن الحاجز البطيني غزا مساحة البطين الأيمن. عارضت هذ النتائج العارض التقليدي لقصور القلب الأيمن، وهو تضخم البطين الأيمن. قال بيرنهايم إن البطينات اليمنى كانت بحجم شق، وهذا ناتج عن انتفاخ جدار الحاجز البطيني.[بحاجة لمصدر]
يُعتقد أن متلازمة بيرنهايم تحدث في طورين: تشريحي وسريري. في الطور التشريحي، لا توجد علامات سريرية تشير إلى المتلازمة، لكن تضيق البطين الأيمن يصعب عملية امتلائه إلى سعته الطبيعية. يُعوض هذا من خلال تمدد الأذين الأيمن لأنه يعوض الاختلاف في الحجم. في الطور السريري، تبدأ العلامات والأعراض بالظهور. يتضمن الطور السريري مرحلتين. في المرحلة الأولى، تظهر العلامات السريرية للانسداد الوريدي بسبب تضيق البطين الأيمن بينما يستمر تدفق الدم الرئوي بشكل طبيعي. في المرحلة الثانية، تظهر أعراض ضعف الدورة الدموية مثل التحفل الوريدي الجهازي. في هذه المرحلة يبدو أن المريض يعاني من قصور في القلب.[بحاجة لمصدر]

## التشخيص
اكتُشفت معظم حالات متلازمة بيرنهايم في التشريح ما بعد الوفاة. تظهر الصورة المقطعية لعضلة القلب انخفاضًا كبيرًا في حجم البطين الأيمن. في التشريح، يكون وزن القلب والرئتين أكبر من المعتاد، ما يشير إلى تراكم الدم في الرئتين، أي الاحتقان الرئوي. لهذا السبب، يُتوقع أن يكون وزن الرئتين ضمن الحدود الطبيعية لاستبعاد الاحتقان الرئوي (900-1,280 غ). اعتُمد أيضًا على وزن الكبد في التشخيص إذ يكون أكبر بكثير مما هو في الحدود الطبيعية (1,440-1,680 غ)، ما يدل على انتفاخ الوريد.
في البيئة السريرية، يدعي بيرنهايم أن قصور البطين الأيمن المعزول يُشخص بوضوح بوجود تضخم أولي في البطين الأيسر، أما إذا كان هذا العرض ثانويًا، فيشير إلى وجود المتلازمة. يؤخذ هذا في الاعتبار بشكل خاص عندما لا يكون قصور القلب ناتجًا عن ضعف في عضلة القلب بل عن تضيق في جدار عضلة القلب. استُخدمت تقنية الكشف الفلوري أيضًا لرؤية تدفق الدم في القلب كأداة موثوقة للتشخيص. يُتوقع أن يتضخم البطين الأيسر والأذين الأيمن بينما تبدو الحجرتان الأخرتان «طبيعيتان». رغم ذلك، لم يكن تأكيد وجود متلازمة بيرنهايم ممكنًا إلا أثناء تشريح الجثة.